# گلادستون (نیوجرسی)
گلادستون (به انگلیسی: Gladstone) یک منطقهٔ مسکونی در ایالات متحده آمریکا است که در نیوجرسی واقع شده‌است. گلادستون ۱٬۵۰۱ نفر جمعیت دارد و ۷۹٫۸۶ متر بالاتر از سطح دریا واقع شده‌است.